# Museum Lichtspiele (München)

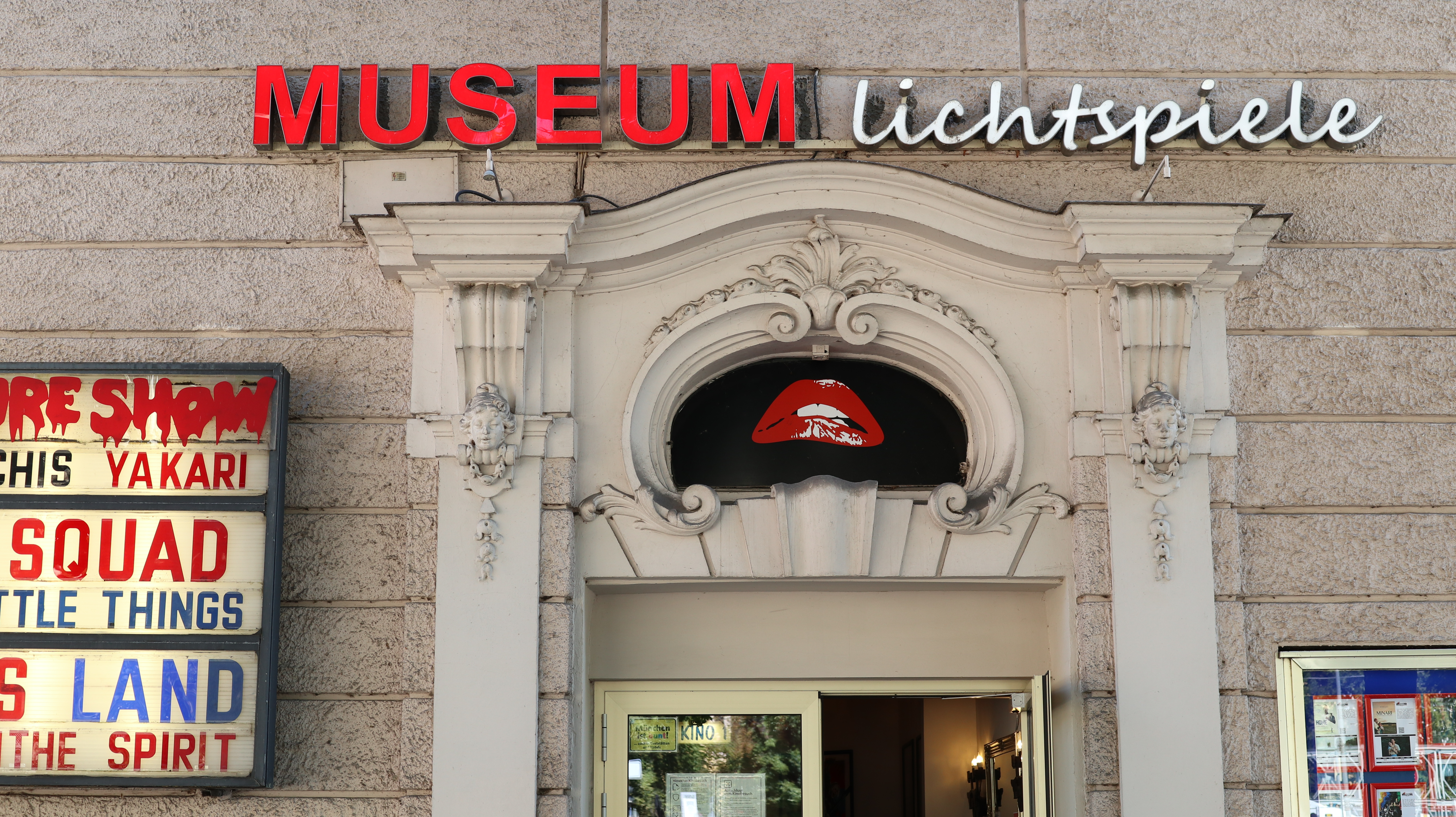
Seit 1910: Tonbildtheater

Die Museum Lichtspiele sind ein Kino im Münchener Stadtteil Au nahe dem Deutschen Museum, in einem denkmalgeschützten Gebäude an der Lilienstraße. Seit der Schließung des Gabriel Filmtheaters im April 2019 sind die Museum Lichtspiele das älteste noch existierende Kino der Stadt.

## Das Gebäude

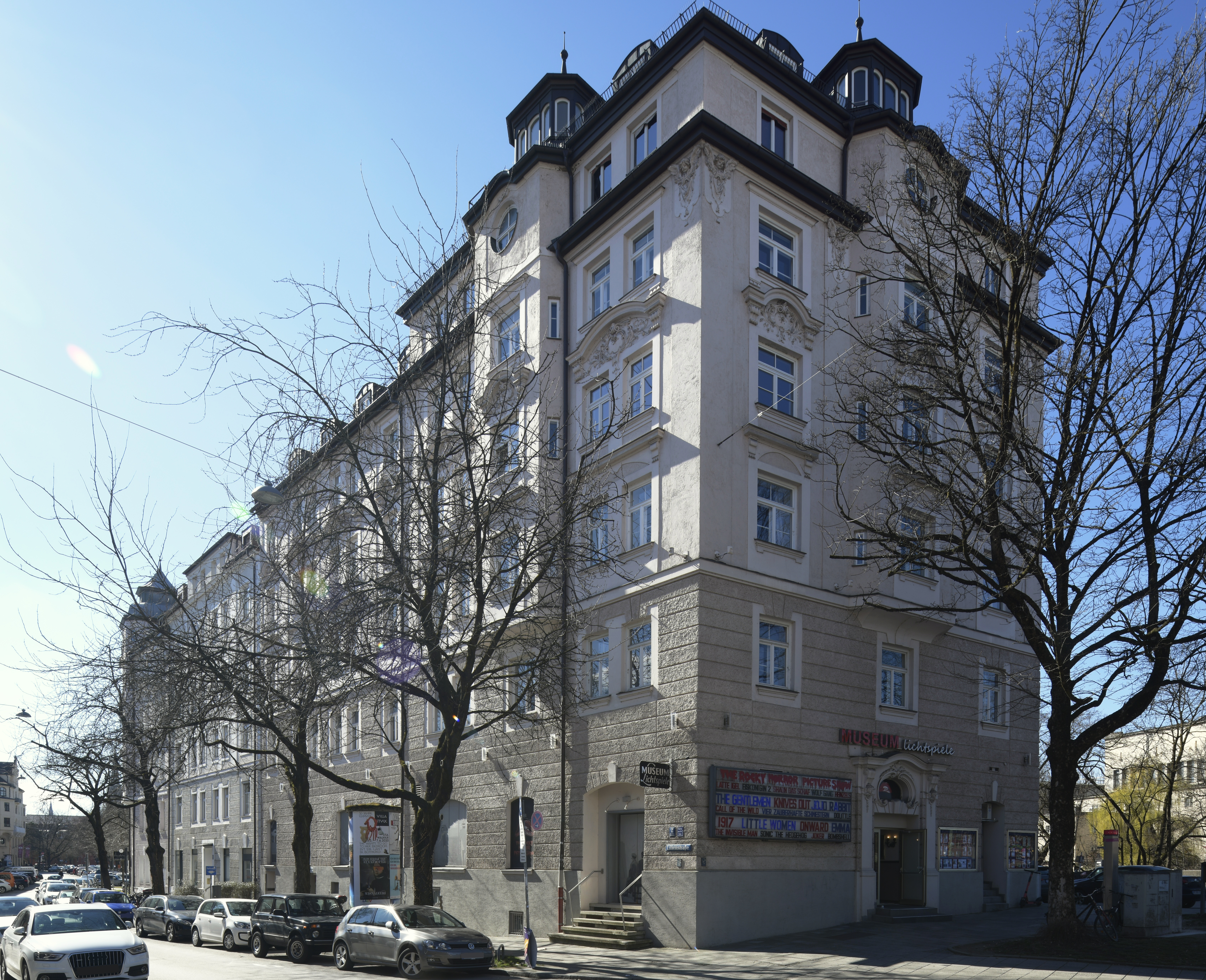
Gebäude erbaut 1896

An der Stelle des Gebäudes, in dem sich heute die Museum Lichtspiele befinden, stand bis 1896 die Gastwirtschaft „Zum Kaisergarten“. Das Haus wurde 1896 weitgehend abgerissen, um einem ausgedehnten Wohnblock Platz zu machen, der heute Lilienstraße 2, 4, 6 und 8, sowie die Hausnummern Zeppelinstraße 79 bis 83 umfasst. Erbaut wurde das Gebäudeensemble, in dessen Kopfbau 1910 das Kino eingebaut wurde, in den Jahren 1896 bis 1897 für den Baumeister Georg Frankenberger nach Planungen des Architekten Fritz Schönmann. Den Auftrag für den Einbau eines Kinos gab 1910 der Theater- und Lichtspielbetreiber Carl Gabriel. Er ließ im Erdgeschoss, wo sich im ursprünglichen Gebäude die Räumlichkeiten des von Johann Batz geführten Gasthauses und Singspielhalle Zum Kaisergarten befanden, die erste Ausführung des Lichtspielhauses einbauen. Der Entwurf für das Gabriel Tonbildtheater stammte von Carl Aufleger.
Das Gebäude ist mit einem Höhen-Festpunktnetz-Bolzen mit der Nummer 1120 versehen.

## Geschichte

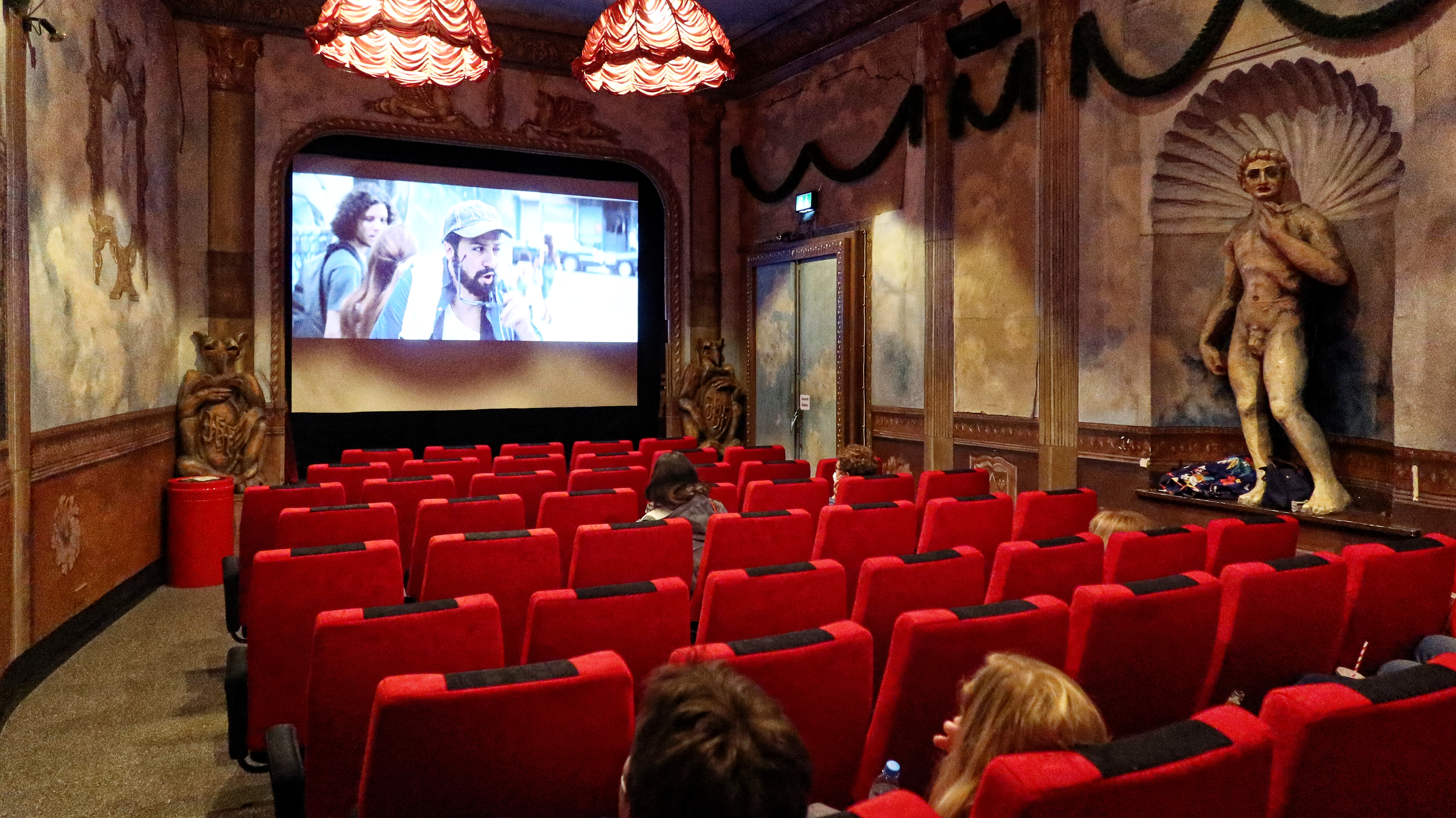
Einer von vier Kinosälen

Die Museum Lichtspiele wurden am 24. November 1910 von Carl Gabriel (1857–1931) unter dem Namen Gabriels Tonbildtheater eröffnet, zunächst in Verbindung mit einem Varieté-Theater. Gabriel war damals bereits Betreiber eines der ersten Münchner Lichtspielhäuser, des Gabriel Filmtheaters.
Im Eröffnungsjahr änderte sich der Name der Straße von vormals Entenbachstraße in Zeppelinstraße. Die Anschrift für den Lichtspielhaus-Eingang war Zeppelinstraße 85. Heute ist die offizielle Adresse der Museum Lichtspiele Lilienstraße 2. Seit dem Jahr 1918 trägt das Kino den Namen Museum Lichtspiele, da sich gegenüber das Deutsche Museum als Namensgeber befindet.
Ab Mitte der 1970er Jahre waren die Museum Lichtspiele auf Musik- und Tanzfilme spezialisiert, ein Teil der Räumlichkeiten war an Beate Uhse vermietet.

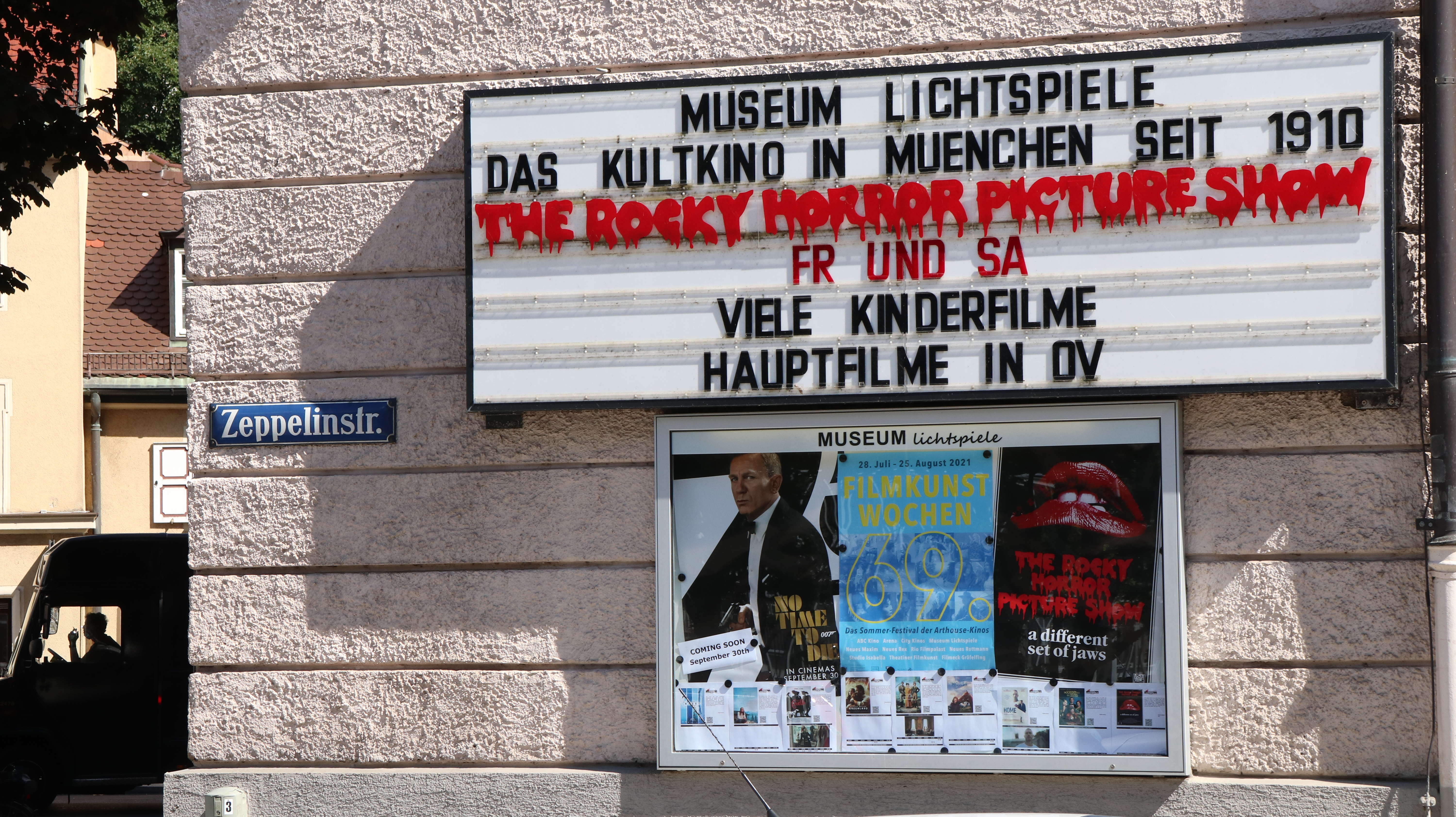
Seit 1977: Perma-Rocky-Horror

Die Rocky Horror Picture Show läuft seit dem 24. Juni 1977 in den Museum Lichtspielen. Die Vorführung im Haus in einem speziell von Hartmut Hinrich für den Film gestalteten Kinosaal, dem Kino 2. Seitdem ist das Publikum zum Mitmachen eingeladen. Mit der jahrzehntelangen Vorführung des Films im speziell dekorierten Saal ist das Kino im Guinness-Buch der Rekorde eingetragen.
Drei Vorführsäle kamen später hinzu. Nachmittagsvorstellungen für Kinder und Jugendliche wurden in den 1980er Jahren eingeführt. In den Sommermonaten von Juni bis Oktober 2013 wurden Teile des Kinos renoviert. So erhielt das Foyer eine neue Theke, der Fußboden wurde neu laminiert. Viele der elektrischen Leitungen mussten im Zuge der aktuellen Feuerschutzregeln ausgetauscht werden. Mit dem Film Der Butler wurde das Kino am 10. Oktober 2013 im neuen Glanz wieder eröffnet.

## Programm
Neben der Rocky Horror Picture Show zeigt das Kino weniger bekannte Filme, die nur selten in Filmtheatern gezeigt werden, außerdem Filme in der Originalsprache, aber auch Blockbuster wie Filme der Harry-Potter-Reihe.